# Barrio chino

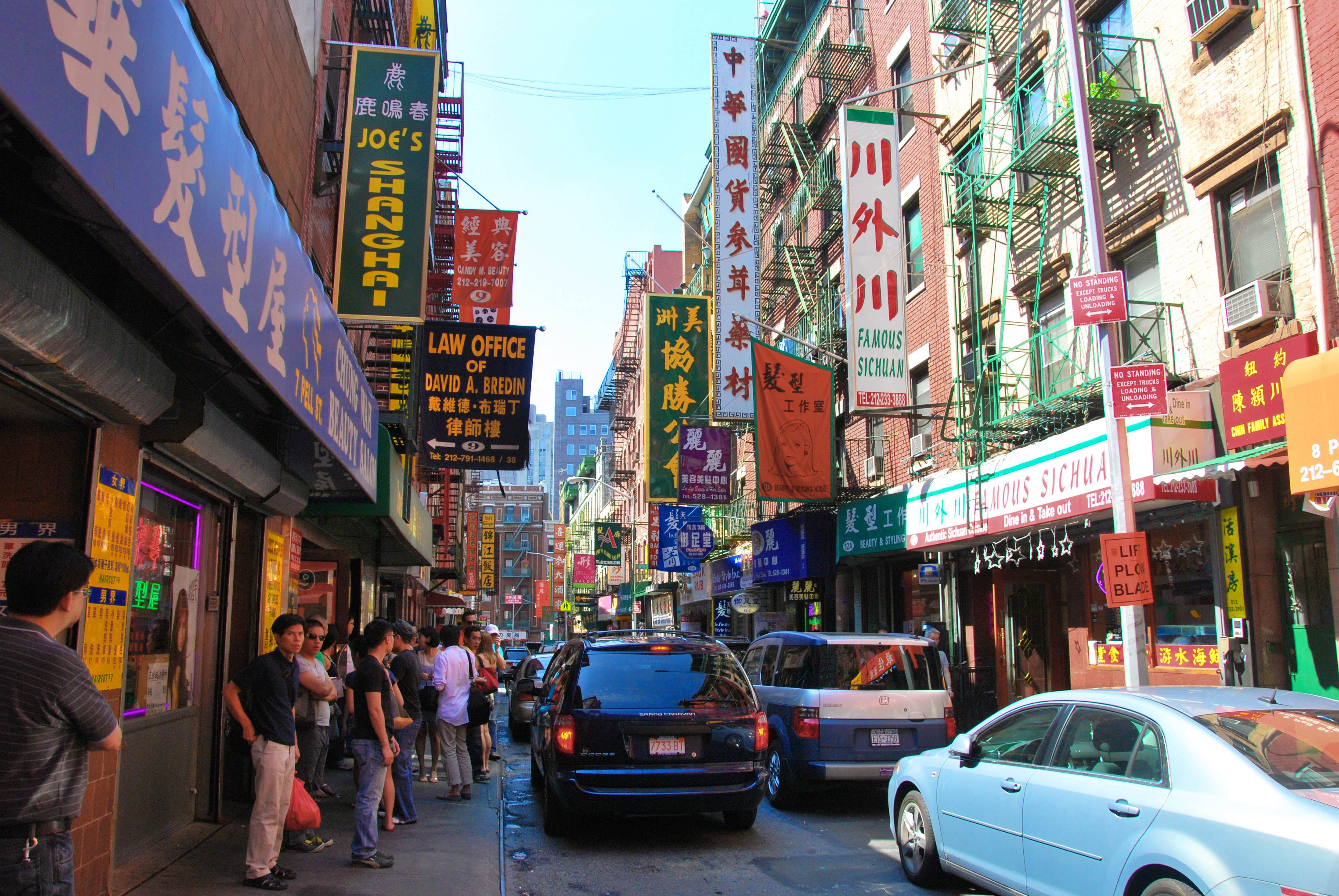
Barrio chino de la ciudad de Nueva York, lugar donde se da la mayor concentración de chinos (o sus descendientes) en el este de los Estados Unidos.

Un barrio chino (唐人街 en chino) es una zona urbana en la que reside una gran cantidad de población de origen chino dentro de una sociedad que no es sínica; aunque también se ha utilizado para describir zonas en donde vive un gran número de residentes de origen asiático, tales como vietnamitas, japoneses y coreanos. Los barrios chinos son comunes en el Sudeste Asiático y en Norteamérica, aunque cada día son más frecuentes también en Europa y en Iberoamérica.

## Barrios chinos fuera de Asia
Fuera de la República Popular China, es en la ciudad de San Francisco (Estados Unidos) donde hay mayor concentración de chinos o de sus descendientes en el mundo.
El segundo lugar en importancia numérica es el barrio chino de Lima (Perú), que se encuentra al costado del centro histórico de Lima. En la costa del Perú, y especialmente en Lima, se pueden contar más de un millón trescientos mil chinos o descendientes de chinos. Se dedican principalmente al comercio minorista y a la gestión de restaurantes de comida chifa, llamados chifas, y son parte de la gastronomía peruana. Muy conocido es también el barrio chino de Manhattan, en Nueva York (Estados Unidos).
En algunas ciudades de España, el término suele denotar una zona, barrio o distrito en donde se concentran la prostitución u otros negocios relacionados con la industria del sexo, lo que en otros lugares del mundo se conoce como «barrio rojo». Algunos ejemplos de esto son el Barrio Chino de Salamanca y el Barrio Chino de Barcelona, si bien en Barcelona hubo una pequeña comunidad china en los años 1930.

## Galería

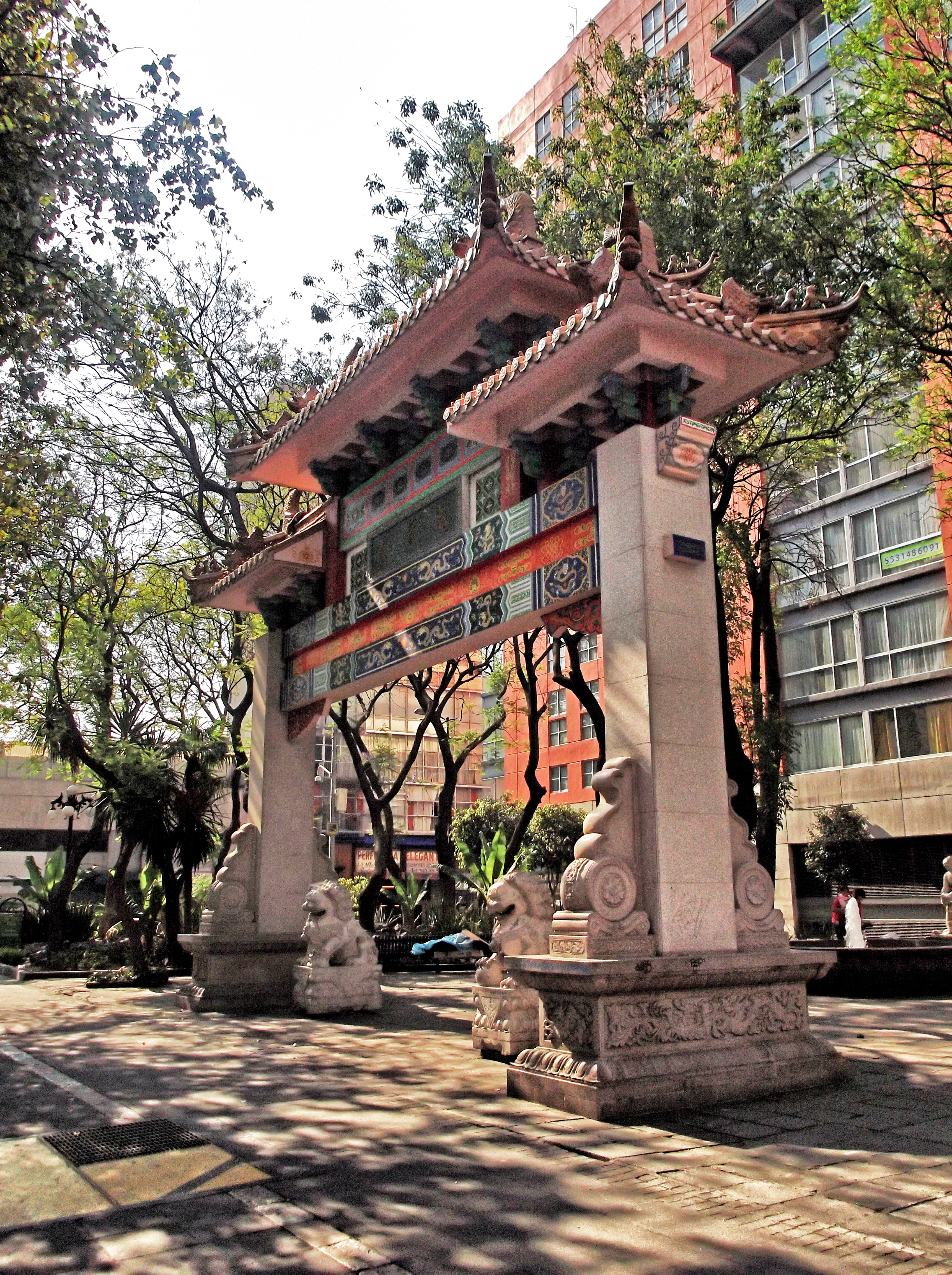
Entrada al Barrio Chino de la Ciudad de México.
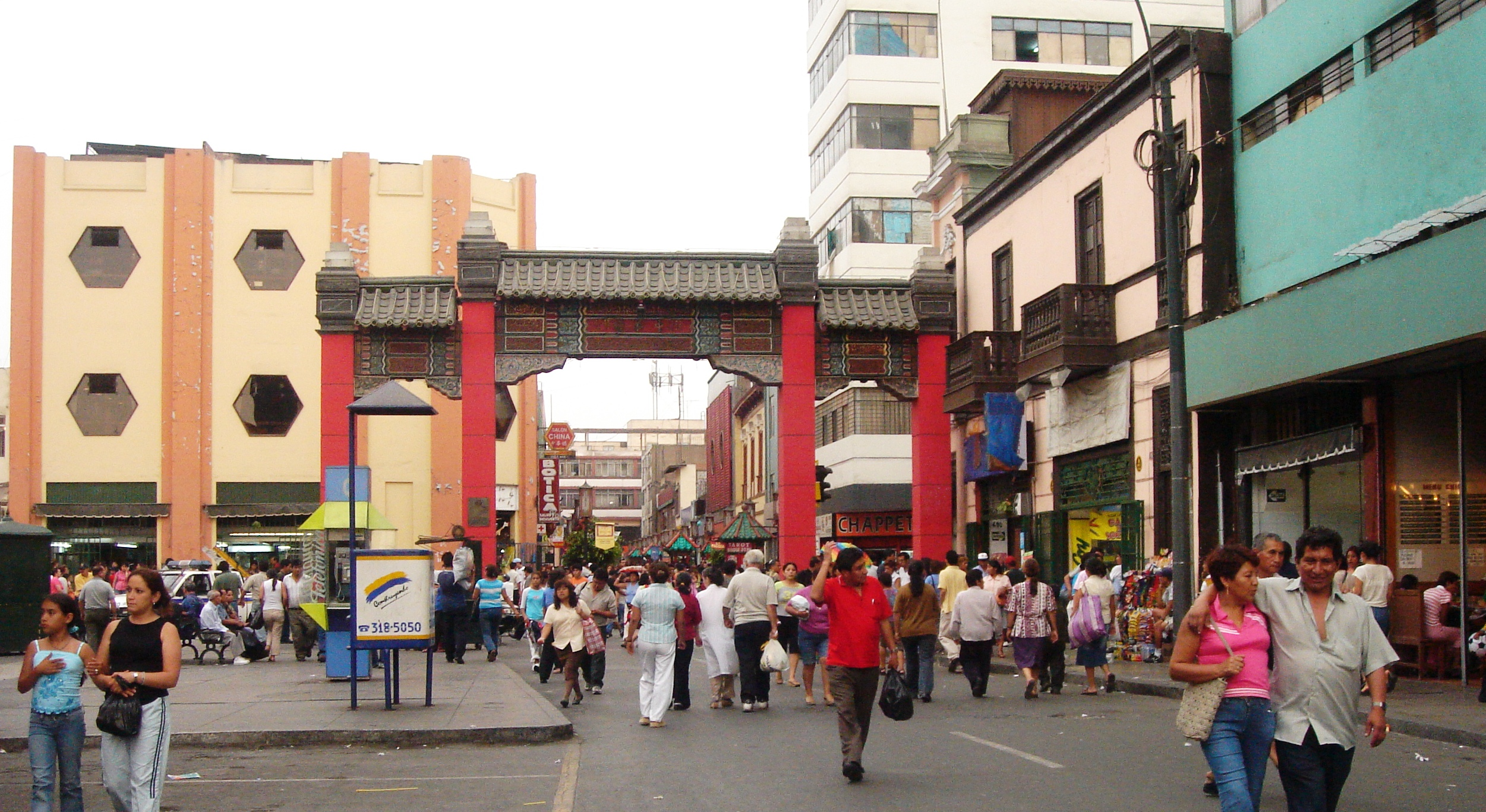
El barrio chino de Lima (Perú).
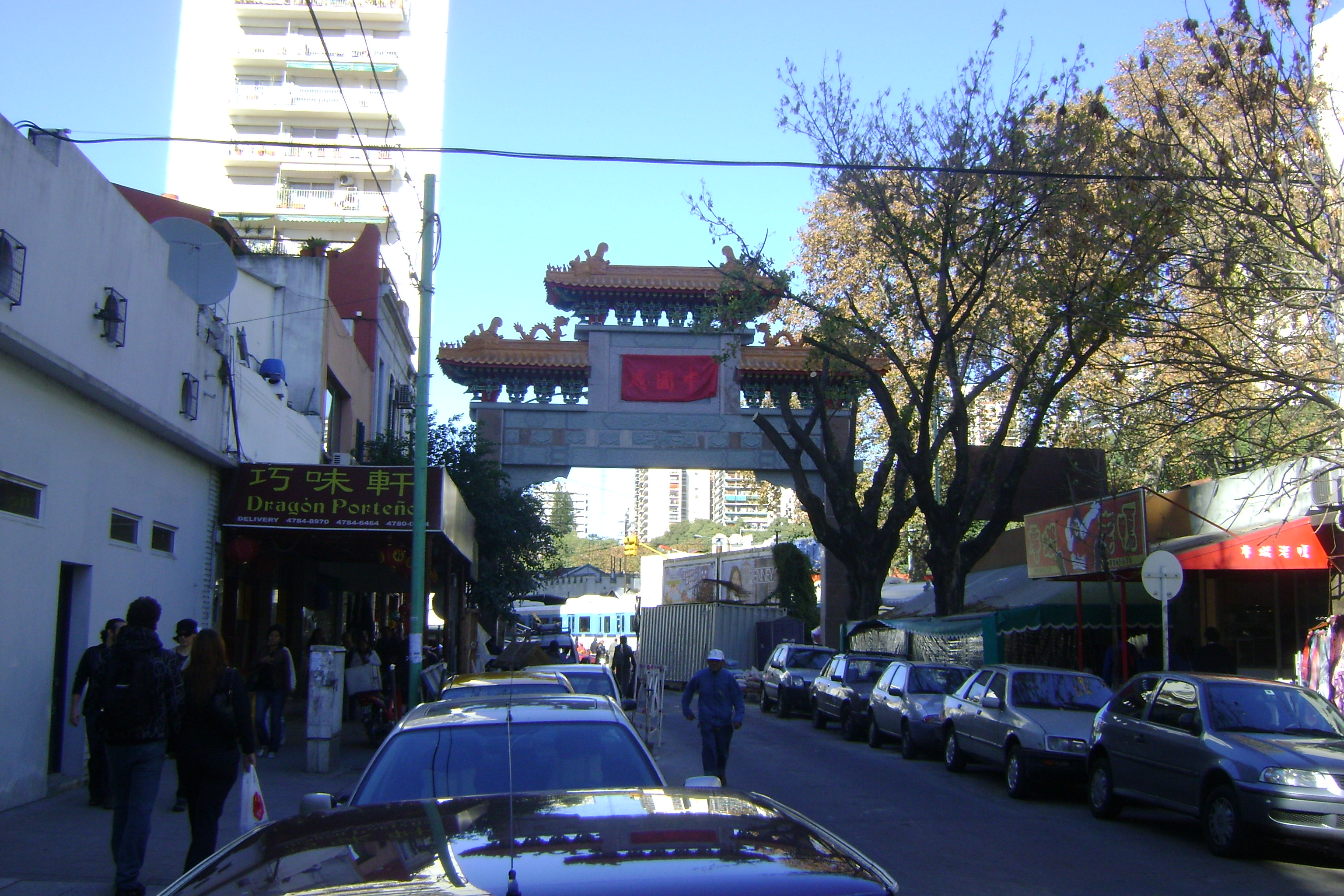
Barrio Chino (Buenos Aires), Argentina.
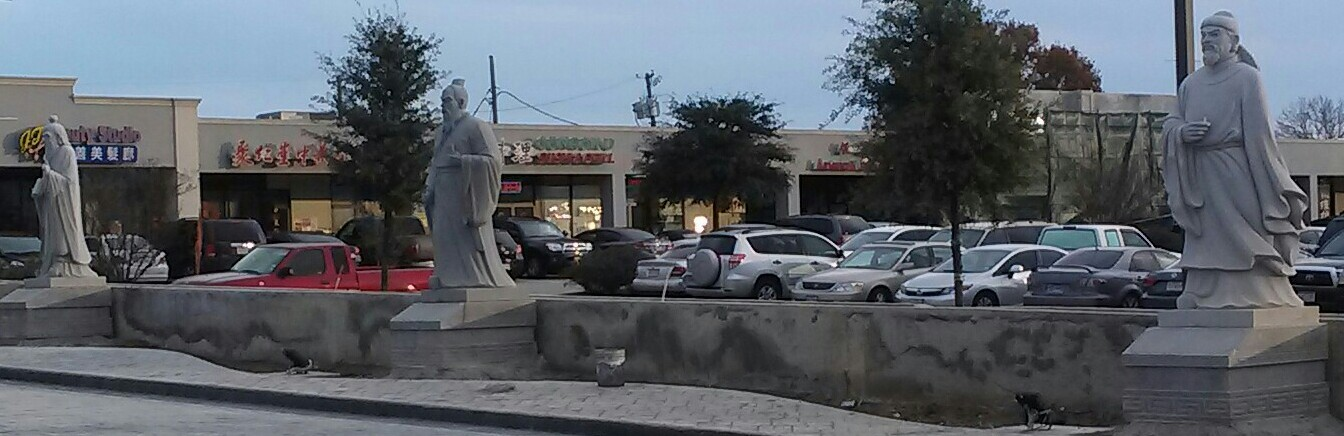
Estatuas en el barrio chino de Dallas.